# Wolmersbur
Wolmersbur ist eine Wüstung auf der Gemarkung Ittersbach, einem Ortsteil der Gemeinde Karlsbad im südlichen Landkreis Karlsruhe in Baden-Württemberg.

## Geschichte
Herman, Margraf von Baden, gab die beiden Dörfer Utilspur, das heutige Ittersbach, und Wolmersbur 1232 an das Kloster St. Gallen ab.
Die Siedlung wurde im 15. Jahrhundert aus unbekanntem Grund aufgegeben.
Ende der 1960er Jahre wurde am Rand eines Steinbruchs ein kleiner Ausschnitt der Wüstung vor der Zerstörung archäologisch untersucht.

## Legende
Immer im Advent soll um Mitternacht ein kopfloser Reiter auf einem weißen Ross über den Friedhof des zerstörten Dorfes entlang reiten.